# Treuhandrat der Vereinten Nationen
Der Treuhandrat der Vereinten Nationen (englisch United Nations Trusteeship Council) ist ein zurzeit inaktives Hauptorgan der Vereinten Nationen. Er wurde am 26. März 1947 gegründet und war (nach Art. 87 UN-Charta) ursprünglich dazu gedacht, die kolonialen Besitzungen Italiens und des Japanischen Reichs sowie die schon nach dem Ersten Weltkrieg in Völkerbundsmandate umgewandelten ehemaligen Kolonien und Landesteile des Deutschen Kaiserreiches und des Osmanischen Reiches zu verwalten.
Nach Entlassung des letzten Treuhandgebietes (Palau am 1. Oktober 1994) in die Unabhängigkeit hat der Treuhandrat seine Arbeit aber am 1. November 1994 suspendiert. Er besteht seit Ende 1975 offiziell nur noch aus den fünf Vetomächten Volksrepublik China, Frankreich, Russische Föderation, Vereinigtes Königreich und Vereinigte Staaten.
Danach gab es Ideen, den Rat mit neuen Aufgaben, z. B. mit der Verwaltung zusammengebrochener Staaten, mehrfach beanspruchten Regionen oder Verwaltung von Umweltressourcen und globalen Gemeingütern zu beauftragen, was aber bisher nicht geschehen ist.
|  |  |